# Palmitôlêyô hóa

Trong palmitoleoylation, một nhóm palmitoleoyl (có nguồn gốc từ palmitoleic acid, hình trên) được thêm vào.

Palmitôlêyô hoá (palmitoleoylation) là quá trình lipid hóa một prôtêin trong đó axit palmitôlêic không bão hòa đơn được liên kết hóa trị với lượng xêrin hoặc trêônin trong chuỗi pôlypeptit ở prôtêin đó.. Quá trình palmitôlêyô hoá đóng vai trò quan trọng trong việc trao đổi và gắn mục tiêu cho prôtêin Wnt, từ đó có thể khởi động con đường truyền tín hiệu Wnt.
Palmitôlêyô hoá prôtêin Wnt được xúc tác nhờ enzym mã hoá bởi Gen PORCN. Phản ứng nghịch được thực hiện bởi enzym NOTUM (palmitoleoyl-protein carboxylesterase).

## Tóm tắt
Palmitôlêyô hóa là một biến đổi độc đáo của prôtêin, trong đó axit palmitôlêic (C16:1 là axit béo không bão hòa đơn) được liên kết cộng hóa trị với prôtêin. Các prôtêin Wnt được biết là sẽ bị palmitoleoyl hóa bởi cis-Δ9 palmitoleate tại các gốc serine được bảo tồn ở hầu hết các loài động vật qua quá trình tiến hóa.
Quá trình này diễn ra sau khi gen Wnt phiên mã ra prôtêin Wnt, nên thuộc loại biến đổi sau dịch mã (Post-translational modification).
Khi quá trình này tiến hành, prôtêin Wnt có thể liên kết với thụ thể tương ứng và khởi động con đường truyền tín hiệu Wnt. Do đó, quá trình này rất quan trọng trong việc cân bằng nội môi và tạo khối u.